# Georg Bartels (Fotograf)

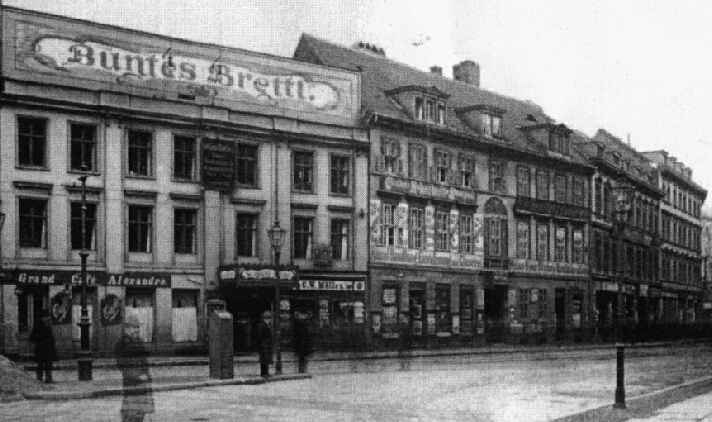
„Buntes Brettl“ (Kabarett Überbrettl) in der Alexanderstraße 40, Berlin. Fotografie von Georg Bartels um 1901

Georg Bartels (* 10. Dezember 1843 in Berlin; † 30. Januar 1912 ebenda) war ein deutscher Fotograf und Architekturfotograf. Er arbeitete zwischen 1886 und 1912 als Fotograf für das Märkische Provinzialmuseum in Berlin. Bartels betrieb zunächst ein Atelier in der Oranienstraße 81/82, später in der Stendaler Straße 13.
Seine Fotos werden der sogenannten „Stadtrandikonografie“ zugeordnet, in der sich bestehende Bauten mit neuer Architektur oder Infrastruktur vermischt. Oft lichtete Bartels auch die arbeitende Stadtbevölkerung ab, die er gerne in hierarchischer Aufstellung postierte.
Viele der fotografischen Aufnahmen Georg Bartels sind in der Fotosammlung der Stiftung Stadtmuseum Berlin erhalten.